# La Semaine dans le Boulonnais
La Semaine dans le Boulonnais est un hebdomadaire régional français, dont le siège se trouve à Boulogne-sur-Mer dans le Pas-de-Calais. Paraissant chaque mercredi, ce journal traite l'information de l'ensemble du bassin boulonnais, soit 74 communes, ainsi que celle du canton de Licques. Trois journalistes, un rédacteur en chef adjoint et un journaliste multimédia composent l'équipe rédactionnelle.

## Historique
Cet hebdomadaire a été créé en 1981 à l'initiative, d'une part, de Henri Henneguelle, ancien sénateur-maire de Boulogne (parti socialiste) et aussi PDG de l'imprimerie SIB, et de Jacques Girard, journaliste, d'autre part. Cette création répondait à un besoin de pluralité de l'information sur l'agglomération boulonnaise où le quotidien La Voix du Nord se trouvait seul.
Par la suite, La Semaine dans le Boulonnais entrera dans le giron des titres hebdomadaires du groupe Nord Littoral (Société Nouvelle Nord Littoral), basé à Calais.
Paradoxalement, quelques années plus tard, le groupe Nord Littoral - et donc l'ensemble de ses titres, y compris La Semaine dans le Boulonnais - était racheté par le groupe belge Rossel - La Voix.
En septembre 2011, La Semaine dans le Boulonnais adopte une nouvelle maquette, un nouveau logo et passe en tout quadri.

## Diffusion
En 2011/2012, la diffusion payée de ce journal était en moyenne de 11 132 exemplaires .
- La Semaine dans le Boulonnais [2]

| Titre                         | 2007   | 2008   | 2009   | 2010   | 2011   | 2011-2012 |
| ----------------------------- | ------ | ------ | ------ | ------ | ------ | --------- |
| La Semaine dans le Boulonnais | 10 184 | 10 619 | 11 362 | 11 592 | 11 613 | 11 132    |